# Apicius

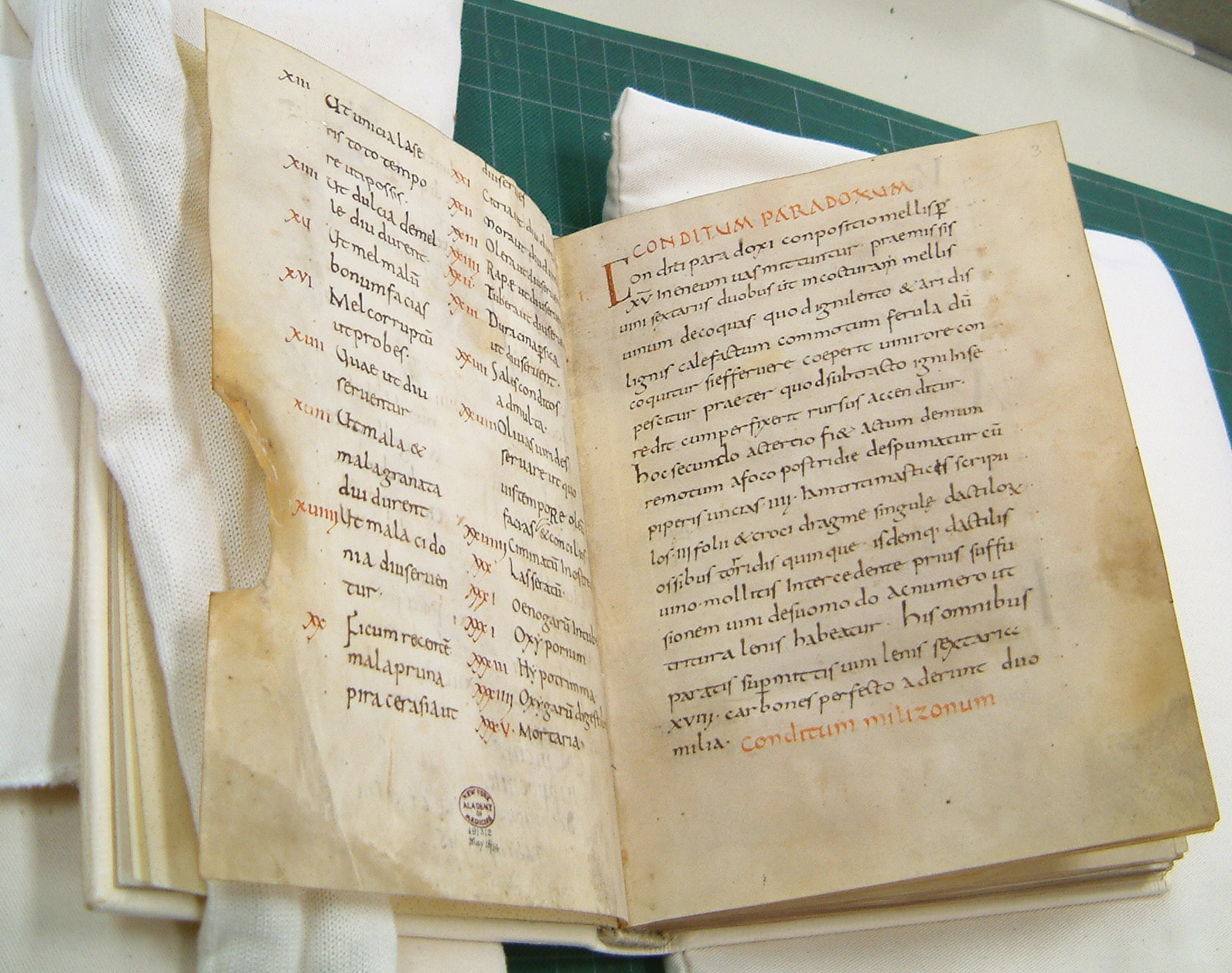
Рукопис книги Apicius (бл. 900 р. н. е.) з Фульдського монастиря в Німеччині, який був придбаний у 1929 році Нью-Йоркською академією медицини

Apicius — книга римських кулінарних рецептів, яка, як вважаються, складена наприкінці 4-го або на початку 5-го століття нашої ери, написана на мові, що у багатьох відносинах ближча до народної, ніж класичної латини.
Назва «Apicius» яка асоціюється з надмірно витонченою любов'ю до їжі, походить від власника цього імені, Марка Ґабія Апіція, римського гурмана і любителя вишуканої розкоші, який жив у першому столітті нашої ери, під час правління Тиберія. Його іноді помилково вважають автором книги.
Апіцій - це книга для кухні. У найдавніших друкованих виданнях його зазвичай називали De re coquinaria (Про приготування), і приписували невідомому Келію Апіціуму. Думка ця ґрунтується на тому, що один із двох рукописів починається словами "API CAE ", а ще тому, що в тексті є кілька рецептів, приписуваних Апіцію: Patinam Apicianam sic facies (IV, 14) Ofellas Apicianas (VII, 2). Він також відомий як De re culinaria.

## Продукти харчування
Продукти, описані в книзі, корисні для відновлення харчових звичок стародавнього світу навколо Середземноморського басейну. Але рецепти орієнтовані на багаті класи, і деякі з них містять екзотичні інгредієнти на той час (наприклад фламінго). Зразок рецепту від Апіція (8.6.2–3) наступний: 
Aliter haedinam sive agninam excaldatam: mittes in caccabum copadia. cepam, coriandrum minutatim succides, teres piper, ligusticum, cuminum, liquamen, oleum, vinum. coques, exinanies in patina, amulo obligas. [Aliter haedinam sive agninam excaldatam] <agnina> a crudo trituram mortario accipere debet, caprina autem cum coquitur accipit trituram.
Гаряче котлетне або ягняче рагу. Викладіть шматки м’яса на сковорідку. Дрібно наріжте цибулю і коріандр, додайте мелений перець, лован, кмин, гарум, олію та вино. Готуємо, викладаємо на неглибоку сковорідку, згущуємо пшеничним крохмалем. Якщо ви берете баранину, вам слід додати вміст ступки, поки м'ясо ще сире, якщо козлятину, додайте його під час готування.

## Альтернативні видання
У зовсім іншому рукописі є також дуже скорочений епітом під назвою Apici excerpta a Vinidario, "кишеньковий Апіцій" "знаменитої людини" на ім'я Вінідарій, зроблений ще в епоху Каролінга. Вінідарій цієї книги, можливо, був готом, і в цьому випадку його готське ім'я могло бути Вінітахарджіс, але це лише припущення. Незважаючи на те, що його називають "знаменитим", про нього нічого істинно не відомо.
Apici excerpta a Vinidario збереглося в одному рукописі 8 століття. Незважаючи на заголовок, цей буклет не є уривком суто з тексту Апіція, який ми маємо сьогодні, оскільки містить матеріал, якого немає в старіших рукописах Апіція. Або якийсь текст був втрачений під час написання уривка і часом написання рукописів, або ніколи не було "стандартного апікієвого" тексту, оскільки зміст з часом змінювався, бо його адаптували читачі.
Після того, як рукописи вийшли у світ, були два друковані видання Апіція, у Мілані (1498 р. Під назвою In re quoquinaria) та Венеції (1500 р.). Ще чотири видання протягом наступних чотирьох десятиліть відображають заклик до Апіція. У довговіковому виданні К. Т. Шуха (Гейдельберг, 1867) редактор додав кілька рецептів із рукопису Вінідарія.
Між 1498 р. (Дата першого друкованого видання) і 1936 р. (Дата перекладу Джозефа Доммерса Транслінга на англійську мову та бібліографія Апіція) було 14 видань латинського тексту (плюс одне, можливо, апокрифне видання). Твір, однак, не був поширено перекладений; Перший переклад був італійською мовою, у 1852 році, за ним у XX столітті два переклади німецькою та французькою мовами. Французький переклад Бертран Ґеґана був удостоєний премії Ланглуа в 1934 р. Французькою Академією. [5]
Транслінг здійснив перший переклад книги англійською мовою під назвою Кулінарія та обід в Імперському Римі. Він був опублікований у 1936 році і досі друкується, після того як Dover Publications передрукували його у 1977 році. Зараз книга викликає лише історичний інтерес, оскільки знання Латинґа латинською мовою не завжди були адекватними для складного завдання перекладу, і зараз існує декілька пізніших і надійніших перекладів.

## Структура
Текст складається з десяти книг:
1. Epimeles — Уважна домогосподиня
2. Sarcoptes — Нарубка м'яса
3. Cepuros — Садівник
4. Pandecter — Багато інгредієнтів
5. Ospreon — Ритм
6. Aeropetes — Птиця
7. Polyteles — Гурман
8. Tetrapus — Чотириногі тварини
9. Thalassa — Море
10. Halieus — Рибалка

## Текст та переклади
- Apicii decem libri qui dicuntur De re coquinaria ed. Mary Ella Milham. Leipzig: Teubner, 1969. [Latin]
- The Roman Cookery Book: A Critical Translation of the Art of Cooking By Apicius for Use in the Study and the Kitchen. Trans. Barbara Flower and Elisabeth Rosenbaum. London: Harrap, 1958. [Latin and English]
- Apicius: A Critical Edition with an Introduction and an English Translation. Ed. and trans. Christopher Grocock and Sally Grainger. Totnes: Prospect Books, 2006. ISBN 1-903018-13-7 [Latin and English]
- Apicius. L'art culinaire. Ed. and trans. Jacques André. Paris: Les Belles Lettres, 1974. [Latin and French]
- Apicius. Cookery and Dining in Imperial Rome. Trans. Joseph Dommers Vehling. 1936. [English]
- The Roman Cookery of Apicius. Trans. John Edwards. Vancouver: Hartley & Marks, 1984. [English]
- Nicole van der Auwera & Ad Meskens, Apicius. De re coquinaria: De romeinse kookkunst. Trans. Nicole van der Auwera and Ad Meskens. Archief- en Bibliotheekwezen in België, Extranummer 63. Brussels, Koninklijke Bibliotheek, 2001. [Dutch]

## Переклад українською
- Марк Ґавій Апіцій. Про кулінарну справу римлян. пер. з латини Марти Тимошенко. – Львів: видавництво "Апріорі", 2021. – 192 с.